# Judita
Judita (arabiska: جديتا) är en ort i Jordanien.   Den ligger i guvernementet Irbid, i den norra delen av landet, 50 km norr om huvudstaden Amman. Judita ligger 700 meter över havet och antalet invånare är 20 000.
Terrängen runt Judita är lite bergig. Runt Judita är det tätbefolkat, med 266 invånare per kvadratkilometer. Närmaste större samhälle är ‘Ajlūn, 9,3 km sydost om Judita. Trakten runt Judita består till största delen av jordbruksmark.